# Friedrich Samuel Gottfried Sack

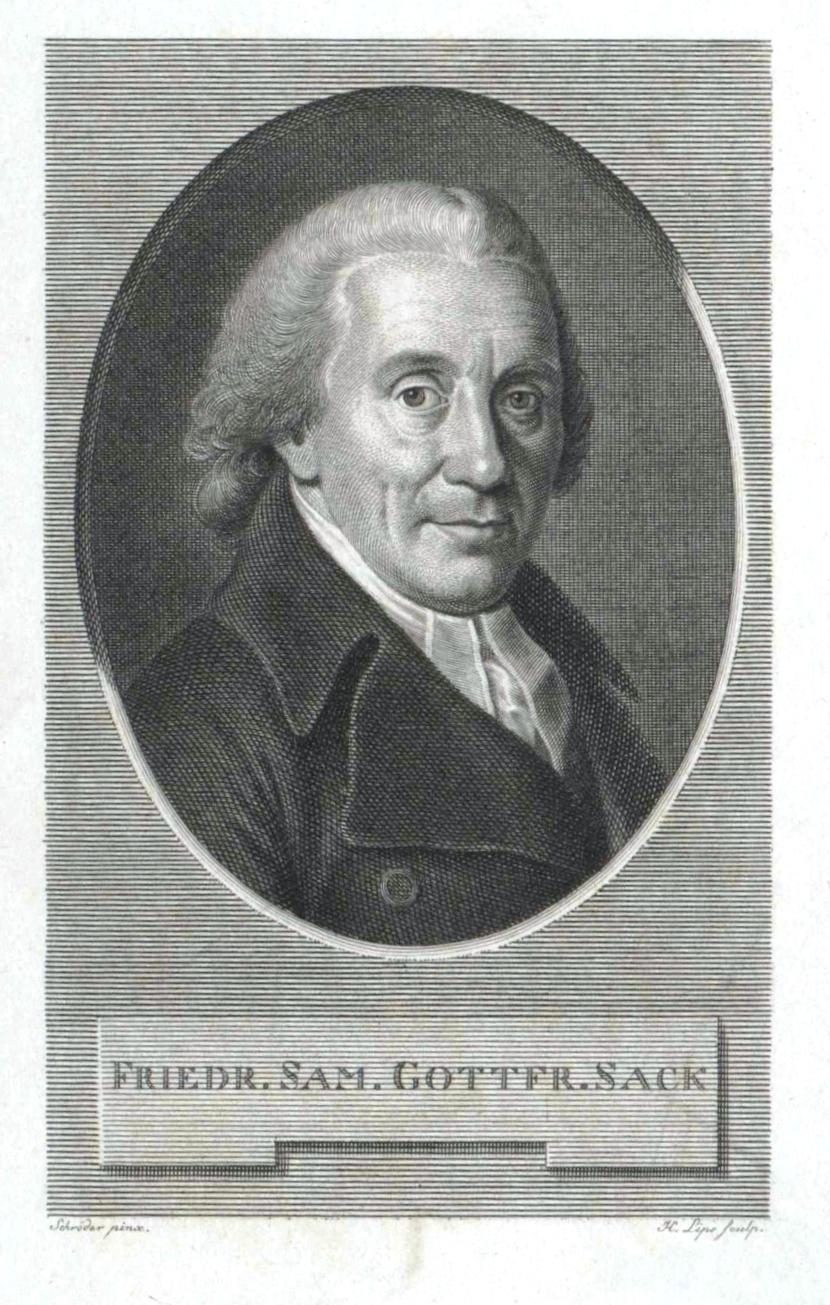
Friedrich Samuel Gottfried Sack, Stich von Johann Heinrich Lips

Friedrich Samuel Gottfried Sack (* 4. September 1738 in Magdeburg; † 2. Oktober 1817 in Berlin) war ein reformierter Theologe.

## Leben
Friedrich Samuel Gottfried Sack war der älteste Sohn aus zweiter Ehe des August Friedrich Wilhelm Sack (1703–1786), seine Halbschwester war Antoinette Bamberger (1722–1805). 1740 siedelte die Familie um nach Berlin, wo er später das Joachimsthalsche Gymnasium besuchte. Daneben besuchte er Karl Wilhelm Ramlers Vorlesungen über Batteux, die mineralogischen Vorträge des Predigers Woltersdorf und lernte die alten und neueren Sprachen. 
Auf Wunsch seines Vaters studierte er ab 1755 Theologie an der reformierten Landesuniversität zu Frankfurt (Oder). Hier fesselten ihn die Vorlesungen von Paul Ernst Jablonski (1693–1757) über Kirchengeschichte und Dogmatik und die mathematischen und philosophischen von Georg Friedrich Curts. Er war aber auch ein fleißiger Hörer von Alexander Gottlieb Baumgarten. Der kirchlichen Dogmatik gegenüber war er kritisch. Der Wolffianer David Samuel Daniel Wyttenbach stieß ihn eher ab.
Im Herbst 1757 bestand er in Berlin sein theologisches Examen. Nach einer Reise durch Holland und England erhielt er den Auftrag, Wilhelmine (die Schwester von König Friedrich Wilhelm II. von Preußen und spätere Gemahlin des Prinzen von Oranien) zu unterrichten – wogegen jedoch Friedrich der Große Einspruch erhob.
1769 wurde er Prediger der deutschen reformierten Gemeinde in Magdeburg, 1777 5. Hof- und Domprediger in Berlin. Nach dem Tod seines Vaters rückte er 1786 zum ersten Hofprediger auf und übernahm auch dessen Stelle als Oberkonsistorialrat. In dieser Stellung förderte er Friedrich Schleiermacher. Durch zahlreiche Promemoria und eine einflussreiche Veröffentlichung von 1812 trat er für die Vereinigung der lutherischen und reformierten Kirche ein, die erst kurz nach seinem Tode durch den Unionsaufruf zustande kam. 1816 ernannte König Friedrich Wilhelm III. ihn ehrenhalber zum Bischof.

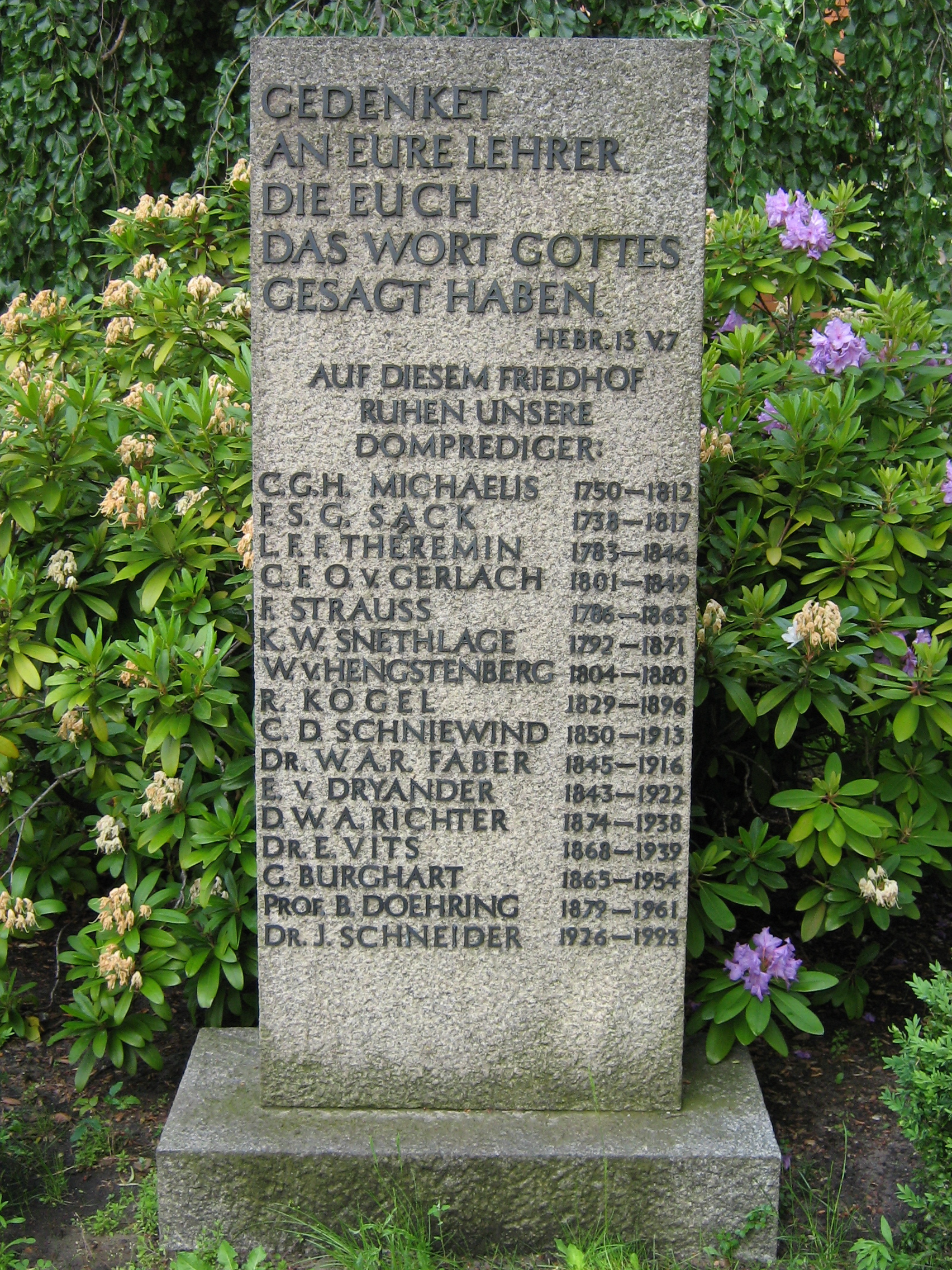
Gedenkstein auf dem Berliner Domfriedhof II

Sack war seit 1770 verheiratet mit Johanna geb. Spalding (1753–1832; Tochter des Berliner Propstes Johann Joachim Spalding, 1714–1804). Aus der Ehe gingen acht Kinder hervor. Von den Söhnen wurde Friedrich Ferdinand Adolf (1788–1842) ebenfalls Hof- und Domprediger in Berlin, Karl Heinrich Theologieprofessor in Bonn. Der älteste Sohn Wilhelm Friedrich (1772–1854) war Chef-Präsident des Preußischen Obertribunals in Berlin. Die Tochter Friederike Henriette (1781–1852) heiratete den Oberamts-Regierungsrat in Glogau, Johann Wichardt Erbkam (1771–1838); der Ehe entstammt der Theologe Wilhelm Heinrich Erbkam.
Die Tochter Eleonore Philippine Amalie (1783–1862) war die Ehefrau des späteren Kultusministers Johann Albrecht Friedrich von Eichhorn und Mutter des Regierungspräsidenten von Minden der preußischen Provinz Westfalen Hermann von Eichhorn.

## Werke (Auswahl)
- Briefe über den Krieg. Berlin 1778 (anonym)
- Amtsreden bei verschiedenen wichtigen Veranlassungen. Berlin 1804
- Selbstbiographie. In: Bildnisse jetztlebender Berliner Gelehrten mit ihren Selbstbiographien, Sammlung 2 Nr. 3. (1806), S. 3–47.
- Ueber die Vereinigung der beiden protestantischen Kirchenparteien in der Preußischen Monarchie. 1812.